# Turó de la Mina
El Turó de la Mina és una muntanya de 819 metres que es troba al municipi de Sant Sadurní d'Osormort, a la comarca d'Osona.